# 伊萊亞納鄉 (克勒拉希縣)
44°31′N 26°39′E / 44.517°N 26.650°E
伊萊亞納鄉（羅馬尼亞語：Comuna Ileana, Călărași），是羅馬尼亞的鄉份，位於該國南部，由克勒拉希縣負責管轄，面積119平方公里，海拔高度55米，2007年人口3,308，人口密度每平方公里28人。